# Copa da AFC de 2013 – Fase Final
A Fase Final da Copa da AFC de 2013 foi disputada entre 14 de maio até 2 de novembro. Um total de dezesseis times disputaram esta fase.

## Times classificados
| Grupo | Vencedores     | Segundos lugares |
| ----- | -------------- | ---------------- |
| A     | Kuwait SC      | Al-Riffa         |
| B     | Arbil          | Fanja            |
| C     | Al-Faisaly     | Dohuk            |
| D     | Al-Qadsia      | Al-Shorta        |
| E     | Semen Padang   | Kitchee          |
| F     | New Radiant    | Yangon United    |
| G     | Kelantan       | Ðà Nẵng          |
| H     | East Bengal FC | Selangor         |

## Oitavas-de-final
As partidas foram disputadas em 14 e 15 de março.
| 14 de maio    | Semen Padang                     | 2 – 1     | Ðà Nẵng   | Estádio Haji Agus Salim, Padang         |
| 16:00 (UTC+7) | Wilson 45+3' (pen.) · Mofu 90+2' | Relatório | Merlo 31' | Público: 11 932 Árbitro: JPN Ryuji Sato |

| 14 de maio    | Kelantan | 0 – 2     | Kitchee                        | Estádio Sultão Mohammad IV, Kota Bharu  |
| 20:45 (UTC+8) |          | Relatório | Kcira 15' (g.c.) · Jordi 45+1' | Público: 15 000 Árbitro: KOR Lee Min-Hu |

| 14 de maio    | Al-Faisaly                   | 3 – 1     | Al-Riffa | Estádio Internacional de Amã, Amã             |
| 17:00 (UTC+3) | Attiah 44' · Nu'man 82', 85' | Relatório | Isa 88'  | Público: 2 500 Árbitro: BHR Banjari Al-Dosari |

| 14 de maio    | Al-Kuwait         | 1 – 1 (pro) | Duhok     | Estádio Al Kuwait Sports Club, Kuwait        |
| 19:10 (UTC+3) | Hammami 24' (pen) | Relatório   | Sadir 53' | Público: 500 Árbitro: UZB Vladislav Tseytlin |

|                              |       | Penalidades               |  |
| Hammami Al Ateeqi Awadh Baba | 4 – 1 | Abdul-Zahra Diab Sahyouni |  |

| 15 de maio    | New Radiant            | 2 – 0 (pro) | Selangor | Estádio Nacional Galolhu, Malé               |
| 16:00 (UTC+5) | Niyaz 97' · Fasir 105' | Relatório   |          | Público: 8 600 Árbitro: AUS Strebre Delovski |

| 15 de maio       | East Bengal FC                             | 5 – 1     | Yangon United | Estádio Salt Lake, Calcutá              |
| 18:00 (UTC+5:30) | Orji 2' · Edeh 25', 72', 77' · Hossain 48' | Relatório | César 79'     | Público: 8 000 Árbitro: JPN Minoru Tōjō |

| 15 de maio    | Al-Qadsia                                    | 4 – 0     | Fanja | Estádio Mohammed Al-Hamad, Hawalli                           |
| 18:45 (UTC+3) | Neda 3' · Al Soma 15' · Al-Mutawa 34', 90+1' | Relatório |       | Público: 1 000 Árbitro: UAE Mohammed Abdullah Hassan Mohamed |

| 15 de maio    | Arbil                                        | 3 – 4 (pro) | Al-Shorta                                                | Estádio Franso Hariri, Arbil                |
| 19:00 (UTC+3) | Sabagh 5' · Radhi 36' · Al Salih 112' (g.c.) | Relatório   | Dakka 23' (pen) · Jafal 67' · Abadi 103' · Al-Sayed 106' | Público: 12 000 Árbitro: KSA Marai Al Awaji |

## Quartas-de-final
As partidas de ida foram disputadas em 17 de setembro e as de volta em 24 de setembro.

### Partidas de ida
| 17 de setembro | New Radiant            | 2 – 7     | Al-Kuwait                                                        | Estádio Nacional Galolhu, Malé           |
| 16:00 (UTC+5)  | Fasir 55' · Ashfaq 68' | Relatório | Rogerinho 2' · Hammami 15', 83' (pen) · Jemâa 21', 29', 35', 45' | Público: 8 600 Árbitro: IRN Mohsen Torky |

| 17 de setembro   | East Bengal FC | 1 – 0     | Semen Padang | Estádio Salt Lake, Calcutá               |
| 16:30 (UTC+5:30) | Sueoka 70'     | Relatório |              | Público: 30 000 Árbitro: JPN Jumpei Iida |

| 17 de setembro | Kitchee    | 1 – 2     | Al-Faisaly                        | Estádio Mong Kok, Mong Kok               |
| 20:00 (UTC+8)  | Akande 46' | Relatório | Túlio Souza 20' · Al-Nawateer 59' | Público: 3 049 Árbitro: KOR Kim Sang-Woo |

| 17 de setembro | Al-Qadsia | 0 – 0     | Al-Shorta | Estádio Al-Sadaqua Walsalam, Kuwait                    |
| 19:40 (UTC+3)  |           | Relatório |           | Público: 1 959 Árbitro: OMA Abdullah Mohamed Al Hilali |

### Partidas de volta
| 24 de setembro | Semen Padang | 1 – 1     | East Bengal FC | Estádio Haji Agus Salim, Padang             |
| 15:00 (UTC+7)  | Wilson 23'   | Relatório | Moga 78'       | Público: 11 350 Árbitro: KSA Marai Al Awaji |

East Bengal FC venceu por 2–1 no agregado e avançou a próxima fase.
| 24 de setembro | Al-Shorta                | 2 – 2     | Al-Qadsia           | Camille Chamoun Sports City Stadium, Beirute (Líbano)1 |
| 19:00 (UTC+3)  | Al Douni 68' · Tussi 80' | Relatório | Neda 17', 22' (pen) | Público: 20 Árbitro: IRN Alireza Faghani               |

2–2 no agregado. Al-Qadsia avança a próxima fase pela regra do gol fora de casa.
| 24 de setembro | Al-Faisaly                    | 2 – 1     | Kitchee    | Estádio Internacional de Amã, Amã            |
| 19:00 (UTC+3)  | Al-Khawaldeh 18' · Júnior 42' | Relatório | Tarrés 54' | Público: 4 000 Árbitro: QAT Banjar Al-Dosari |

Al-Faisaly venceu por 4–2 no agregado e avançou a próxima fase.
| 24 de setembro | Al-Kuwait                                                   | 5 – 0     | New Radiant | Al Kuwait Sports Club Stadium, Kuwait                     |
| 19:30 (UTC+3)  | Al Buraiki 21' · Jemâa 29', 40' (pen), 44' · Al Kandari 69' | Relatório |             | Público: 230 Árbitro: UAE Mohammed Abdulla Hassan Mohamed |

Al-Kuwait venceu por 12–1 no agregado e avançou a próxima fase.
Notas
- Nota 1:  Clubes da Síria não podem receber seus jogos em casa no seu país devido a preocupações com a segurança.

## Semifinais
As partidas de ida foram disputadas em 1 e 2 de outubro e as de volta em 22 de outubro.

### Partidas de ida
| 1 de outubro  | Al-Kuwait                              | 4 – 2     | East Bengal FC         | Al Kuwait Sports Club Stadium, Cidade do Kuwait |
| 19:30 (UTC+3) | Jemâa 17', 33' · Ali 32' · Hammami 48' | Relatório | Okpara 65' · Ralte 87' | Público: 1 000 Árbitro: CHN Tan Hai             |

| 2 de outubro  | Al-Qadsia                 | 2 – 1     | Al-Faisaly  | Estádio Al-Sadaqua Walsalam, Cidade do Kuwait  |
| 19:30 (UTC+3) | Al Qahtani 38' · Neda 77' | Relatório | Rodrigo 82' | Público: 2 100 Árbitro: UZB Valentin Kovalenko |

### Partidas de volta
| 22 de outubro    | East Bengal FC | 0 – 3     | Al-Kuwait                                   | Estádio Salt Lake, Calcutá                    |
| 16:00 (UTC+5:30) |                | Relatório | Rogerinho 43' · Khamis 44' · Das 88' (g.c.) | Público: 50 000 Árbitro: AUS Strebre Delovski |

Al-Kuwait venceu por 7–2 no agregado e avançou a final.
| 22 de outubro | Al-Faisaly | 0 – 1     | Al-Qadsia     | Estádio Internacional de Amã, Amã       |
| 19:00 (UTC+3) |            | Relatório | Al Sheikh 77' | Público: 5 000 Árbitro: JPN Minoru Tōjō |

Al-Qadsia venceu por 3–1 no agregado e avançou a final.

## Final
A final foi disputada em 2 de novembro. Foi disputada em partida única.
| 2 de novembro | Al-Qadsia | 0 – 2     | Al-Kuwait                 | Estádio Al-Sadaqua Walsalam, Cidade do Kuwait         |
| 19:00 (UTC+3) |           | Relatório | Rogerinho 52' · Jemâa 64' | Público: 10 000 Árbitro: SIN Abdul Malik Abdul Bashir |